# エリオット・カーター
エリオット・カーター（Elliott Carter, 1908年12月11日 - 2012年11月5日）は、アメリカの現代音楽の作曲家。

## 略歴
チャールズ・アイヴズに推薦状を書いてもらい、大学に入学（cf.カイル・ガン）。ハーヴァード大学でウォルター・ピストンやグスタフ・ホルストに師事し、ケンブリッジのロンギー音楽院やパリのエコールノルマル音楽院でも学ぶ。パリではナディア・ブーランジェの指導を受けた。作風は新古典主義から十二音技法へと推移し、「リズミックモジュレーション」や「ピッチクラス・セット理論」といった概念を打ち出して個性を確立する。『オーケストラのための変奏曲』、及び『弦楽四重奏曲第3番』でピューリッツァー賞を受賞。1970年代末にはピエール・ブーレーズが評価して、ヨーロッパ方面からの認知が進む。
1930年代から作曲家として活動しているにもかかわらず、50代で現代音楽の最前衛に立ち、ヨーロッパに紹介されたのは70代、100歳を超えてからも現役の作曲家として委嘱が入る生活をした。
2012年11月5日、グリニッジ・ヴィレッジのアパートメントで死去。ピエール＝ローラン・エマールのために制作され、同年8月13日に完成した「12 Short Epigrams」が遺作となった。103歳没。

## 作風
初期の作風はバレエ音楽『ポカホンタス』、『交響曲第一番』などに見られるように新古典主義的であったが、『ピアノソナタ』やバレエ音楽『ミノタウルス』を経て、『チェロソナタ』などでリズミック・モジュレーションを駆使し始めてからは、作品は調性を離れつつリズムが複雑になっていく。
1960年代の作風になると、ピッチクラスセット理論を駆使してハーモニーの可能性を探っている。この点についてはフィッシャー社から刊行された「ハーモニーブック」に詳しい。ピッチクラスセット理論の集中的な使用は『ピアノ協奏曲』から始まる。また、素材音高音列を積極的に導入していた。楽譜の段数が増え始め、演奏の困難さを理由とした頃に新ロマン主義や前衛の終焉が叫ばれる。「カーターの弟子はみんなカーターみたいになる(cf.ローリー・シュピーゲル, soundpieces 2: interviews with american composers, ISBN 978-0810827103)」という批判も目立つようになり、1980年代に入ると理論を手放さずに難易度が落ちて聞き易くなった。もっぱらアメリカで通用していたカーターがヨーロッパに紹介されたのは1970年代後半にブーレーズの支援によってだが、この易化で演奏家へのアピールには成功した。（《トリロジー》 は、「オーボエの優位な部分、ハープの優位な部分、そしてデュオ」と解り易い構成をとり、《サウンディングス 》は指揮者兼ピアニストに書かれた為、「ピアノソロ、ピアノを弾くのを止めてオーケストラ、指揮をするのを止めてピアノソロ」といった三部形式を採用している。）
カイル・ガンは「アイブズから具象的な素材の完全除去、それがカーター（cf.American Music in the 20th century, ISBN 0-02-864655-X)」と断じた。しかし、最初期は「祝日序曲」などの標題音楽であり、最近作は「会話」と題される作品もあるなど、具象性の完全除去に成功したのは中期だけである。そのためか、中期作品は難しくほとんど演奏がなされず、今日ももっぱら演奏されるのは「ナイト・ファンタジー」以降の作品か、ヨーロッパから委嘱された「最近作」である。

## 主要作品

### 歌劇
- 次はなんだ?（英語版） (1幕) (1997)

### バレエ
- ポカホンタス (1938–39)
- ミノタウルス (1947)

### 交響曲
- 交響曲第1番 (1942, revised 1954)
- 3つのオーケストラのための交響曲（英語版） (1976)
- シンフォニア「我は過ぎゆく希望の対価なり」（英語版） (1993–96)

### 管弦楽曲
- ホリデイ序曲 (1944, revised 1961)
- 管弦楽のための変奏曲 (1954–1955)
- Three Occasions for orchestra (1986–89)

- Three Illusions for orchestra (2002–04)
- Soundings for piano and orchestra (2005)
- Interventions for piano and orchestra (2007)
- Sound Fields for string orchestra (2007)

### 協奏的作品
- ピアノとハープシコードと室内オーケストラのための二重協奏曲 (1959–61)
- ピアノ協奏曲 (1964)
- 管弦楽のための協奏曲 (1969)
- オーボエ協奏曲 (1986–1987)
- ヴァイオリン協奏曲 (1989)
- クラリネット協奏曲 (1996)
- アスコ協奏曲 (2000)
- チェロ協奏曲 (2001)
- ボストン協奏曲 (2002)
- ピアノと室内オーケストラのための「ダイアログ」 (2003)
- ハープとアンサンブルのための「モザイク」 (2004)
- ホルン協奏曲 (2007)
- フルート協奏曲 (2008)
- バスクラリネットと室内オーケストラのためのコンチェルティーノ (2009)
- ピアノ、打楽器とオーケストラのための「カンバセーションズ」 (2010)

### 室内楽曲
- ヴィオラとピアノのラメのエレジー (1943)
- ピアノソナタ (1945–46)
- チェロソナタ (1948)
- 木管五重奏曲 (1948)
- フルート、オーボエ、ハープシコードのためのソナタ (1952)
- 金管五重奏曲 (1974)
- Birthday Fanfare for three trumpets, vibraphone, and glockenspiel (1978)
- Esprit rude/esprit doux for flute and clarinet (1984)
- Enchanted Prelude for flute and cello (1988)
- Con leggerezza pensosa for clarinet, violin, and cello (1990)
- Quintet for piano and winds (1991)
- Trilogy for oboe and harp (1992)

1. Bariolage for harp
2. Inner Song for oboe
3. Immer Neu for oboe and harp

- Esprit rude/esprit doux II for flute, clarinet, and marimba (1994)
- Fragment I for string quartet (1994)
- Luimen for ensemble (1997)
- Quintet for piano and string quartet (1997)
- Fragment II for string quartet (1999)
- Oboe Quartet, for oboe, violin, viola, and cello (2001)
- Hiyoku for two clarinets (2001)
- Au Quai for bassoon and viola (2002)
- Call for two trumpets and horn (2003)
- Clarinet Quintet (2007)
- Tinntinabulation for percussion sextet (2008)
- Tre Duetti for violin and cello (2008, 2009)

1. Duettone
2. Adagio
3. Duettino

- Trije glasbeniki for flute, bass clarinet, and harp (2011)

#### 弦楽四重奏曲
- 弦楽四重奏曲第1番（英語版） (1951)
- 弦楽四重奏曲第2番 (1959)
- 弦楽四重奏曲第3番（英語版） (1971)
- 弦楽四重奏曲第4番 (1986)
- 弦楽四重奏曲第5番（英語版） (1995)

### 独奏作品
- ピアノソナタ (1945–46)
- 4台のティンパニのための8つの小品(1949/66)
- Night Fantasies for piano (1980)
- Changes for guitar (1983)
- フルートのための《風に書く》(1991)
- クラリネットのための《グラ》 (1994)
- 90+ for piano (1994)
- Figment for cello (1994)
- A 6-letter Letter for English horn (1996)
- Shard for guitar (1997)
- Two Diversions for piano (1999)
- Four Lauds for solo violin (1999, 1984, 2000, 1999)

#I. Statement – Remembering Aaron
#II. Riconoscenza per Goffredo Petrassi
#III. Rhapsodic Musings
#IV. Fantasy – Remembering Roger 
- Retrouvailles for piano (2000)
- Figment II for cello (2001)
- Steep Steps for bass clarinet (2001)
- Retracing for bassoon (2002)
- Intermittences for piano (2005)
- Catenaires for piano (2006)
- HBHH for oboe (2007)
- Figment III for contrabass (2007)
- Figment IV for viola (2007)
- Matribute for piano (2007)
- Figment V for marimba (2009)
- Retracing II for horn (2009)
- Retracing III for trumpet (2009)

### 声楽曲
- My Love Is in a Light Attire for voice and piano (1928)
- Tell Me Where Is Fancy Bred for voice and guitar (1938)
- 考える鏡 for soprano and ensemble (1975)
- Syringa for mezzo-soprano, bass-baritone, guitar, and ensemble (1978)
- Three Poems of Robert Frost for baritone and ensemble (1942, orchestrated 1980)
- In Sleep, in Thunder for tenor and ensemble (1981)
- Of Challenge and of Love for soprano and piano (1994)
- Tempo e Tempi for soprano, oboe, clarinet, violin, and cello (1998–99)
- Of Rewaking for mezzo-soprano and orchestra (2002)
- In the Distances of Sleep for mezzo-soprano and chamber orchestra (2006)
- Mad Regales for six solo voices (2007)
- La Musique for solo voice (2007)
- Poems of Louis Zukofsky (2008) for mezzo-soprano and clarinet
- On Conversing with Paradise (2008) for baritone and chamber orchestra
- What Are Years (2009) for soprano and chamber orchestra
- A Sunbeam's Architecture (2010) for tenor and chamber orchestra
- Three Explorations (2011) for bass-baritone, winds, and brass

### 合唱曲
- Tarantella for men's chorus and two pianos (1937)
- Let's Be Gay for women's chorus and two pianos (1937)
- Harvest Home for a capella choir (1937)
- To Music for a capella choir (1937)
- Heart Not So Heavy for a capella choir (1939)
- The Defense of Corinth for speaker, men's chorus and two pianos (1941)
- The Harmony of Morning for women's chorus and chamber orchestra (1944)
- Musicians Wrestle Everywhere for a capella choir (1945)
- Emblems for men's chorus and piano (1947)